# Вејверли (Илиноис)
Вејверли (енгл. Waverly) град је у америчкој савезној држави Илиноис. По попису становништва из 2010. у њему је живело 1.307 становника.

## Демографија
Према попису становништва из 2010. у граду је живело 1.307 становника, што је 39 (2,9%) становника мање него 2000. године.
| Група             | 2000.         | 2010.         |
| Белци             | 1.336 (99,3%) | 1.286 (98,4%) |
| Афроамериканци    | 0 (0,0%)      | 4 (0,3%)      |
| Азијати           | 0 (0,0%)      | 0 (0,0%)      |
| Хиспаноамериканци | 4 (0,3%)      | 2 (0,2%)      |
| Укупно            | 1.346         | 1.307         |